# 木村圭吾
木村 圭吾（きむら けいご、2000年〈平成12年〉11月8日 - ）は、日本のプロバスケットボール選手。東京都出身。B.LEAGUEの神戸ストークス所属。ポジションはシューティングガード。

## 来歴
東京都出身。
八王子学園八王子高校卒業後の2019年、「スラムダンク奨学金」12期生に選ばれ、渡米してセントトーマスモアスクールに入学。
2020年8月、セントジョセフ大学に編入するが、コロナ禍の影響でシーズンが中止になり、2021年も不透明な部分が多かったため、帰国を決断し、新潟アルビレックスBBに加入した。